# Adolph Schroedter

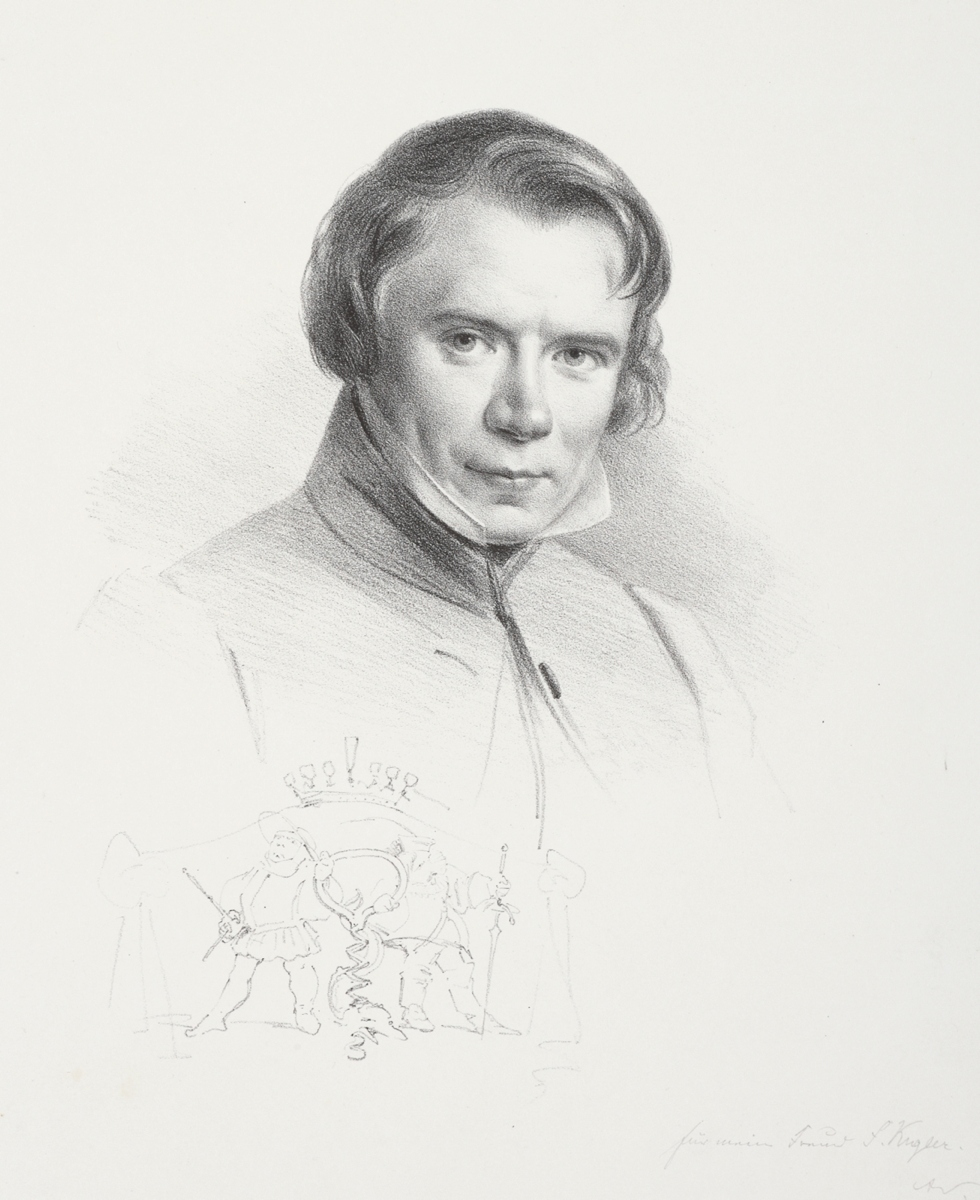
Selbstbildnis mit Korkenzieher-Signet, 1835

Verlobungsanzeige Alwine Heuser und Adolf Schröder, September 1839

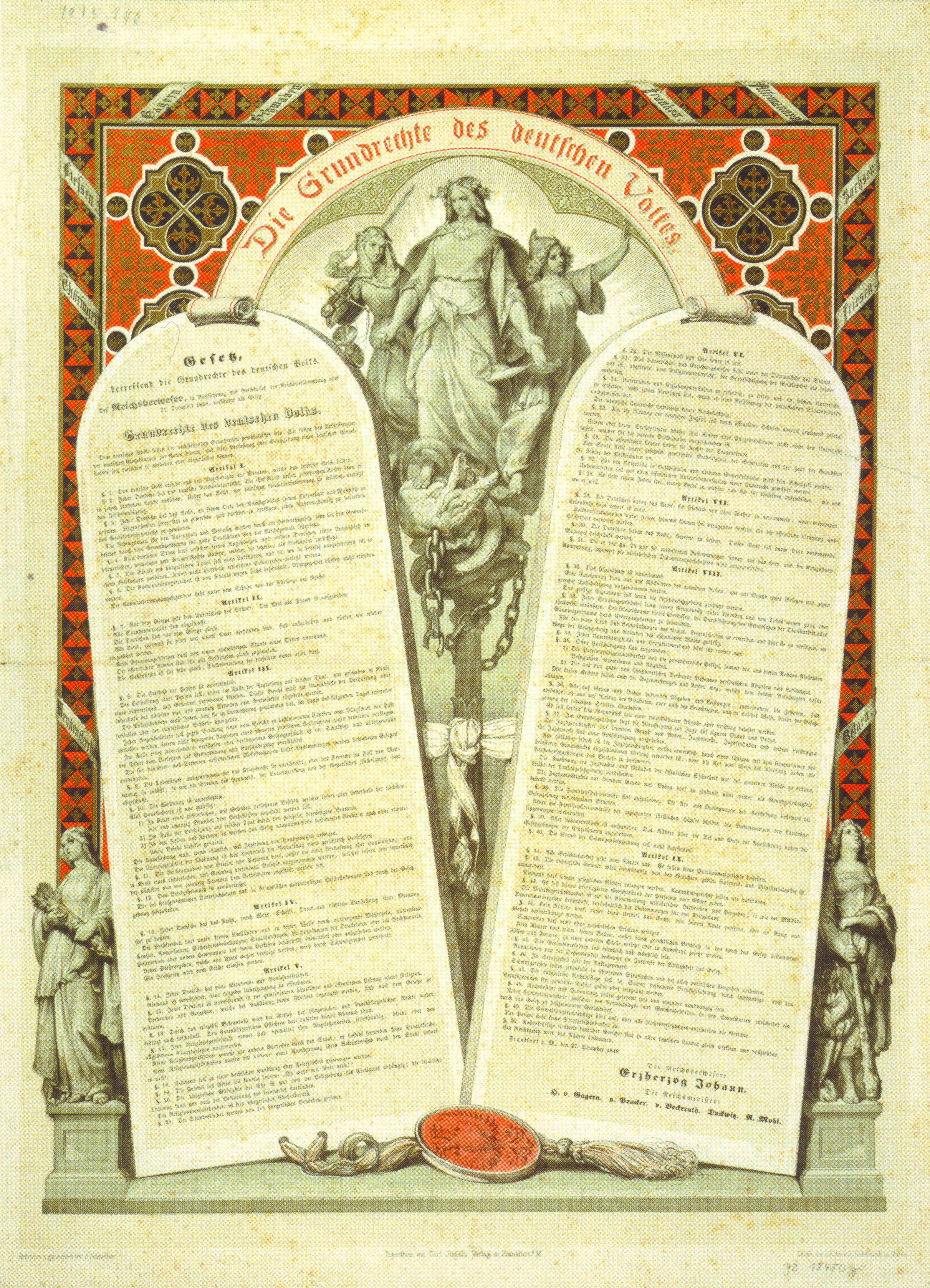
Die Grundrechte des deutschen Volkes, kolorierte Lithografie von Adolph Schroedter, Frankfurt/Main 1848

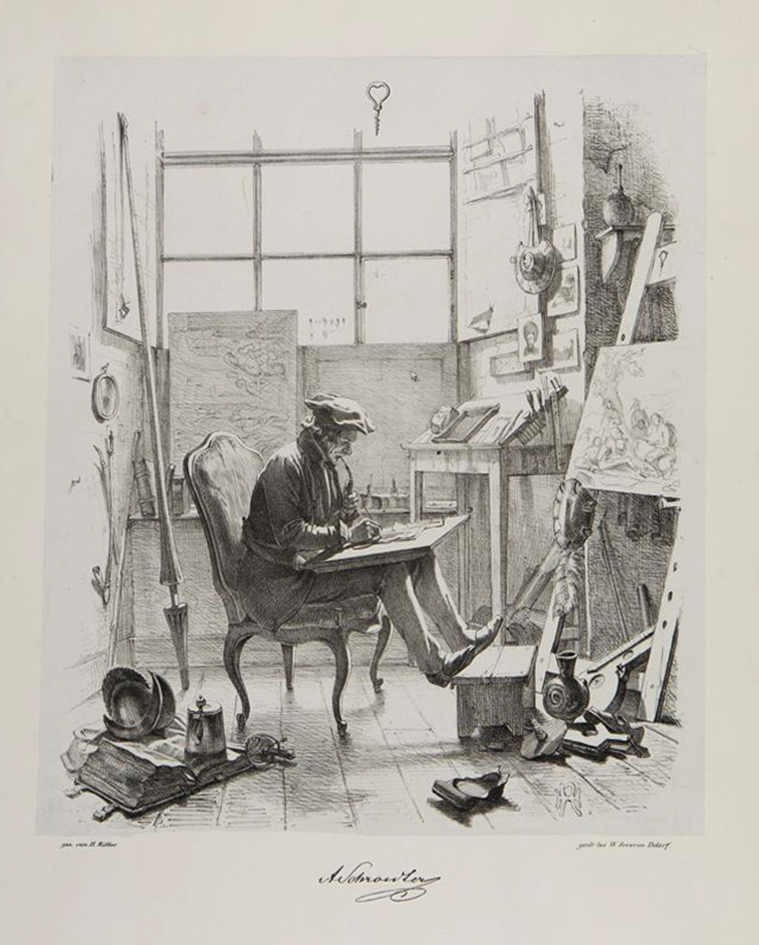
Adolf Schrödter in seinem Atelier, „Don Quijote und Sancho Panza“ malend, Illustration von Wilhelm Camphausen in Schattenseiten der Düsseldorfer Maler, 1845

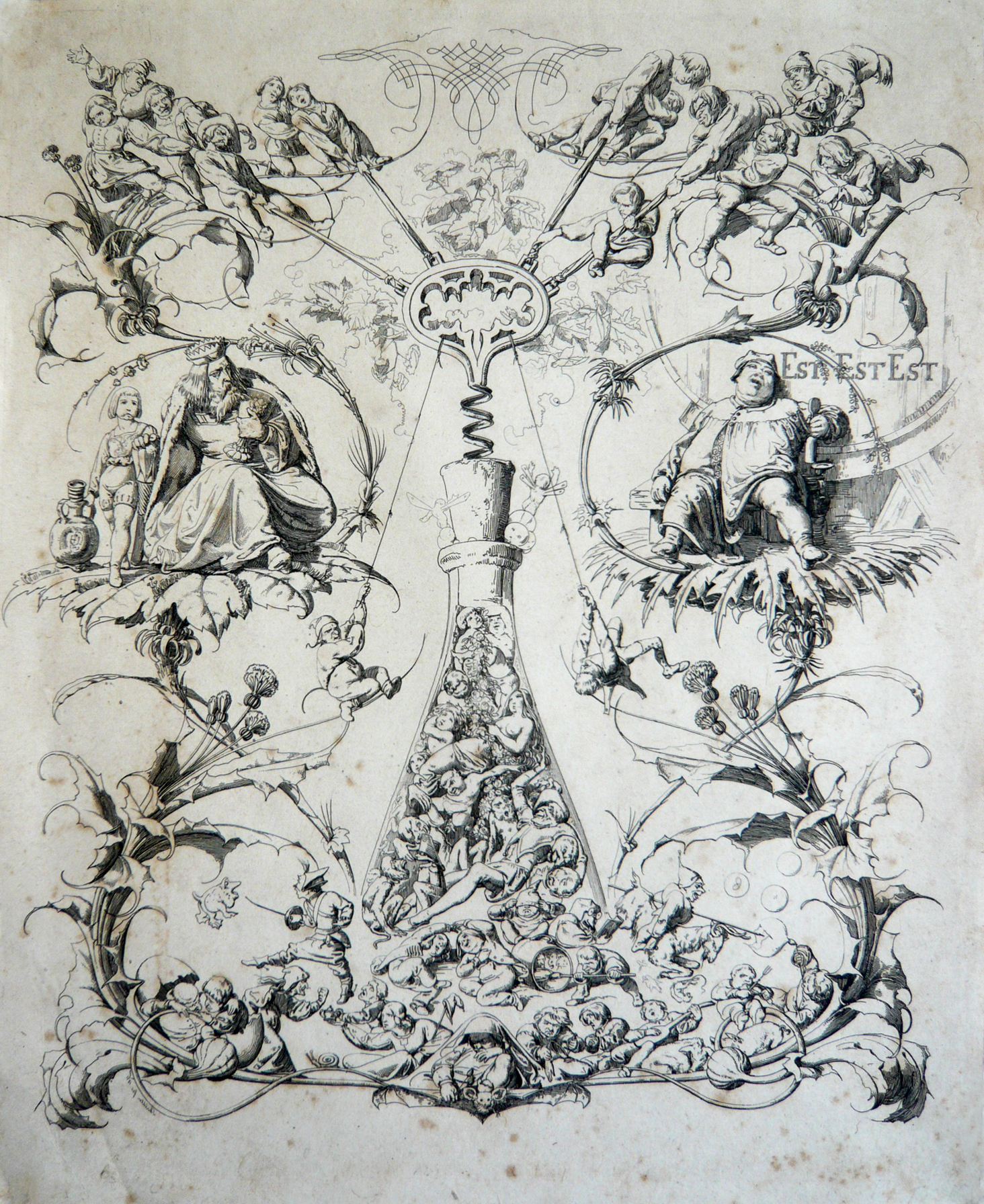
Est Est Est, 1851

Adolph Schroedter (* 28. Juni 1805 in Schwedt/Oder; † 9. Dezember 1875 in Karlsruhe) war ein deutscher Maler und Grafiker der Düsseldorfer Malerschule und gilt als Pionier der deutschen Comics.

## Leben
Adolph Schroedter wurde 1805 als Sohn eines Kupferstechers geboren. Er erlernte seit 1820 in Berlin als Schüler des Grafikers Ludwig Buchhorn die Kupferstecherkunst und widmete sich seit 1827 der Malerei an der Berliner Kunstakademie. 1829 wechselte er zu Wilhelm Schadow an die Kunstakademie Düsseldorf, an der er bis 1836 studierte. In Düsseldorf blieb er bis 1848. Dort gehörte er auch dem Künstlerverein Malkasten an. Zwischen 1836 und 1842 war der Russe Lawr Kusmitsch Plachow sein Schüler.
1839 verlobte er sich in Düsseldorf mit Alwine, geborene Heuser aus Gummersbach. Im Juni 1840 heiratete er sie. In ihrer Beziehung ermunterte er sie, sich künstlerisch zu betätigen. Schon ihre älteren Schwestern Louise Wüste und Adeline Jaeger waren Malerinnen der Düsseldorfer Schule.
Seit 1847 wirkte Schroedter durch sozialkritische und politische Zeichnungen an den Düsseldorfer Monatheften mit. 1846 und 1847 fungierte Schroedter außerdem als Präsident des Allgemeinen Vereins der Carnevals-Freunde zu Düsseldorf. 1848 unternahm er eine Studienreise nach London.
1848 bis 1849, Schroedter lebte mit Frau in Frankfurt am Main, arbeitete er zusammen mit Johann Hermann Detmold an der Parodie Thaten und Meinungen des Herrn Piepmeyer, Abgeordneten zur constituirenden Nationalversammlung zu Frankfurt am Mayn.
1854 kehrten Adolph und Alwine Schroedter nach Düsseldorf zurück. In der Pfannenschoppenstraße 35 (später Klosterstraße im Stadtteil Stadtmitte), im ehemaligen Haus von Johann Wilhelm Schirmer, waren sie unmittelbare Nachbarn des Künstlerpaares Marie und Rudolf Wiegmann und Karl Ferdinand Sohn.
1859 erhielt Schroedter einen Ruf als Professor der Ornamentik an das Karlsruher Polytechnikum und blieb es bis 1872. 1854 hatte der Großherzog von Baden, Friedrich I., die Großherzoglich Badische Kunstschule in Karlsruhe gegründet und als ihren ersten Direktor den Landschaftsmaler Johann Wilhelm Schirmer aus Düsseldorf berufen. Diesem folgten 1855 Ludwig Des Coudres als Professor für Figurenmalerei und 1858 Carl Friedrich Lessing als Galeriedirektor.

## Familie
Adolph Schroedter war seit 1840 mit Alwine Heuser (1820–1892) aus Gummersbach verheiratet, die eine Nichte von Henriette Jügel war und als Blumen- und Arabeskenmalerin bekannt wurde. Deren ältere Schwester, Ida Heuser, wurde 1841 die Ehefrau des Malers Carl Friedrich Lessing. Eine Tochter Schroedters, Malwine, heiratete 1871 den Maler und späteren Direktor der Königlichen Akademie der Künste in Berlin, Anton von Werner.

## Œuvre
Adolf Schroedter besaß ein ungemein vielseitiges Talent. Einen Namen machte er sich als Maler, als Illustrator humoristischer Dichtungen, als Kupferstecher, Radierer, Holzschnittzeichner und Lithograf, als politischer Satiriker und Schriftsteller, als Botaniker und Schöpfer reizvoller Ornamente und Arabesken. Rezipiert wurde er als geistvoll, sinnreich und von einer hervorstechenden Erfindungsgabe. Neben Johann Peter Hasenclever, Rudolf Jordan, Jakob Becker und Carl Wilhelm Hübner zählt er zu den bedeutenden Vertretern der Düsseldorfer Genremalerei. In einigen seiner Hauptwerke trat er der gefühlsbetont melancholischen Richtung der Düsseldorfer Akademie entgegen. Als Maler, Karikaturist und Zeichner nahm er Elemente des Comics vorweg. Seine Auffassung des Don Quichotte ist typisch geworden und wurde von Heinrich Heine gelobt. Zum Monogramm hatte Schroedter den Pfropfenzieher erwählt, den er in einem originellen Blatte Der Traum von der Flasche allegorisch verherrlichte.
In Erscheinung trat er auch in friesartigen Kompositionen wie Rheinische Bauernkirchweih (auf vergoldetes Zinkblech gemalt, 22 m lang, 65 cm hoch, 1847), Der Triumphzug des Königs Wein (1852), Rheinwein, Maitrank, Punsch und Champagner (1852), Die vier Jahreszeiten (1854, Galerie zu Karlsruhe), die er in Aquarell ausführte. Ferner lieferte er Illustrationen zu Peter Schlemihl, Musäus’ Volksmärchen, Uhlands Werken etc. und zu Detmolds Leben und Thaten des Abgeordneten Piepmeier (1848). Er schrieb Das Zeichnen als ästhetisches Bildungsmittel (Frankfurt am Main, 1853) und gab eine Schule der Aquarellmalerei (Bremen 1871) heraus.

## Werkauswahl
- 1831: Der sterbende Abt

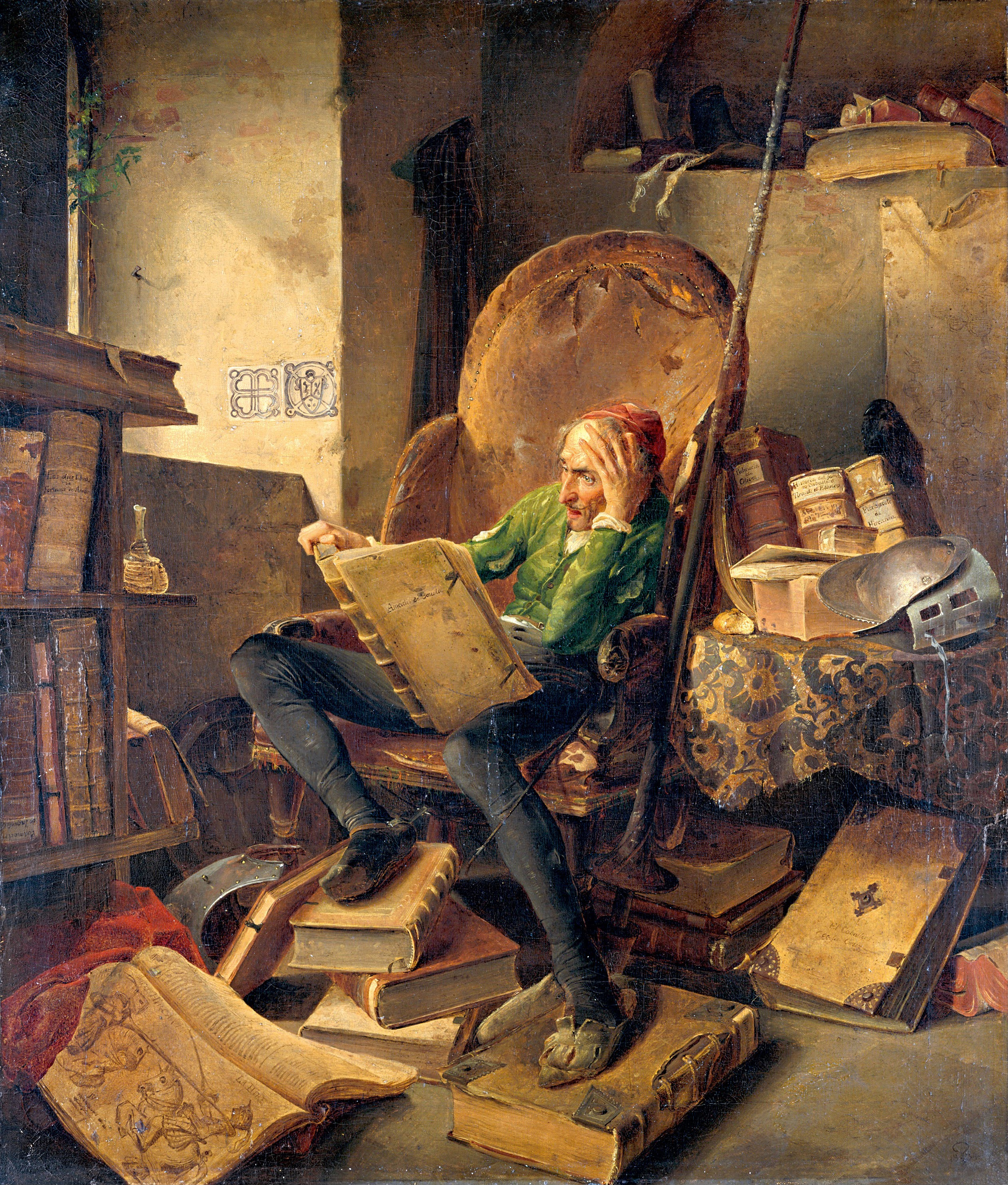
Don Quijote in der Studierstube lesend, 1834

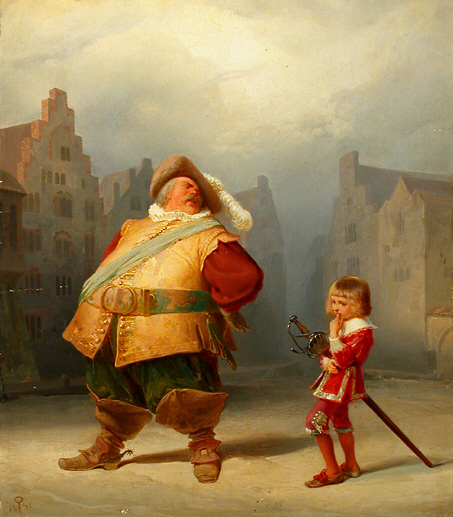
Falstaff und sein Page, 1841

- 1832: Die trauernden Lohgerber, Öl auf Holz (Frankfurt am Main: Städtische Galerie im Städelschen Kunstinstitut), worin er die sentimentale Richtung der Düsseldorfer Schule persiflierte
- 1832: Die Weinprobe (Nationalgalerie in Berlin)
- 1833: Rheinisches Wirtshaus (Nationalgalerie in Berlin)
- 1834: Don Quijote in der Studierstube lesend (Nationalgalerie in Berlin)
- 1842: Münchhausen erzählt seine Jagdabenteuer (Hamburger Kunsthalle)
- 1851: Malvolio bei Olivia
- Illustrirtes Kräuterbuch. Aquarelle, 1870. Digitalisierte Ausgabe der Universitäts- und Landesbibliothek Düsseldorf
- Arabesken-Fries, 1848. Digitalisierte Ausgabe der Universitäts- und Landesbibliothek Düsseldorf
- Gemälde und Illustrationen nach Szenen aus Don Quichotte, denen sich mehrere Darstellungen des Falstaff ebenbürtig anreihen; ferner Episoden aus Münchhausen, Till Eulenspiegel, Viel Lärm um nichts; dann Faust in Auerbachs Keller (1848), der Rattenfänger von Hameln (1851), Zwei Mönche im Klosterkeller (1863), Hans Sachs (1866) u. a.
- Studien zur Aquarell-Malerei. Mit besonderer Beziehung auf Blumen, Ornamentik und Initialen. Vorzüglich dem Selbstunterrichte der Damen gewidmet, 1872. Digitalisierte Ausgabe der Universitäts- und Landesbibliothek Düsseldorf

## Ausstellungen (Auswahl)
- 2009/2012: Adolf Schroedter. Humor und Poesie im Biedermeier, in der Städtischen Galerie Karlsruhe

## Illustrationen (Auswahl)

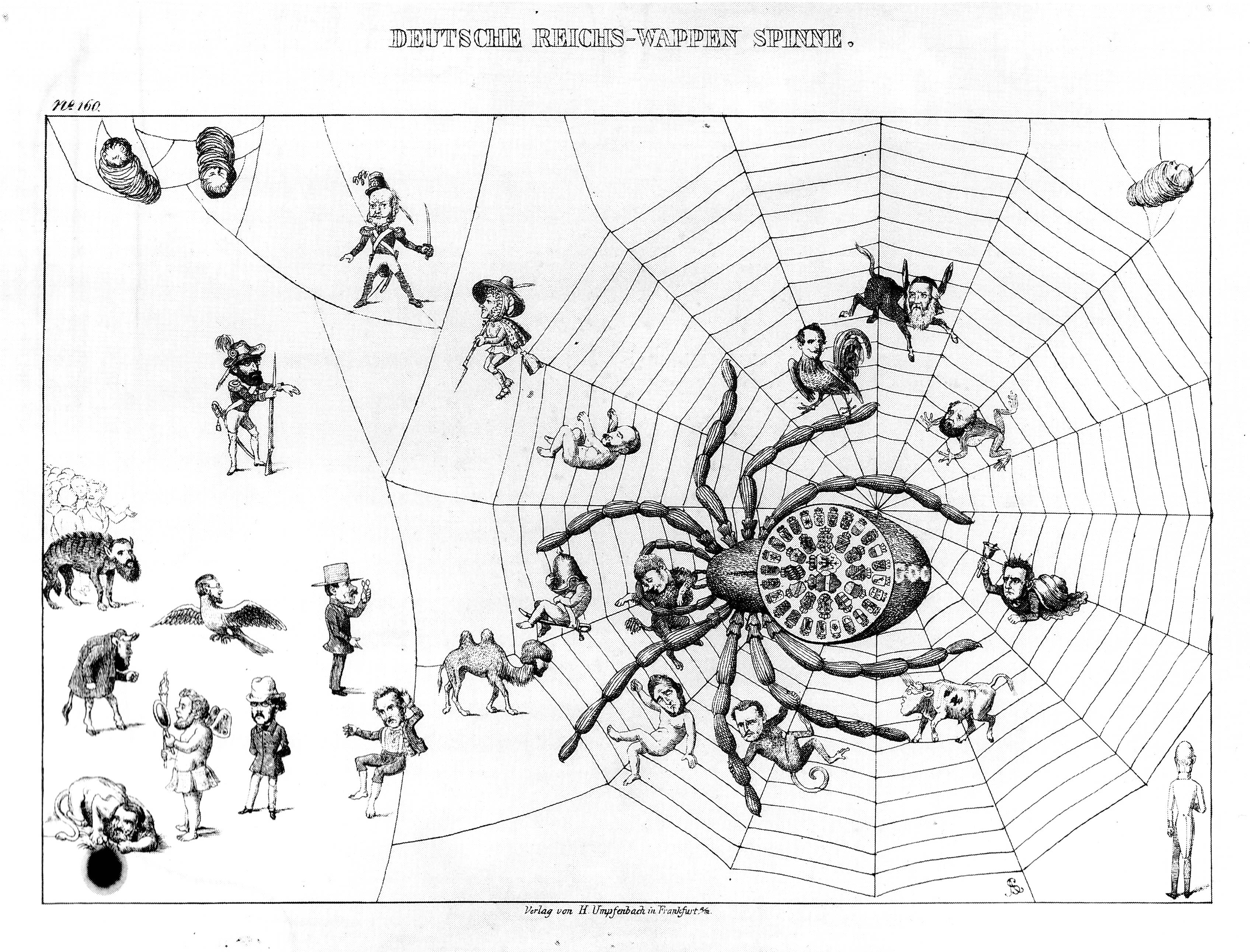
Deutsche Reichs-Wappen Spinne, politische Karikatur, 1848/1849: Eine Spinne, die die Kräfte der Monarchie symbolisiert, umgarnt einen Großteil der Parlamentarier, dargestellt als zoomorphe Figuren, zugunsten eines monarchistischen Verfassungsentwurfs in der Frankfurter Nationalversammlung.

Digitalisierte Ausgaben der Universitäts- und Landesbibliothek Düsseldorf:
- In:  Adelbert von Chamisso’s Werke. Band 4: Gedichte. Adelberts Fabel. Peter Schlemihl. Weidmann, Leipzig 1836 (digitalisierte Ausgabe).
- In: Robert Reinick: Lieder eines Malers mit Randzeichnungen seiner Freunde. Zwischen 1836 und 1852.
  - Lieder eines Malers mit Randzeichnungen seiner Freunde. Schulgen-Bettendorff, Düsseldorf 1838, farbige Mappen-Ausgabe (digitalisierte Ausgabe).
  - Lieder eines Malers mit Randzeichnungen seiner Freunde. Schulgen-Bettendorff, Düsseldorf 1838 (digitalisierte Ausgabe).
  - Lieder eines Malers mit Randzeichnungen seiner Freunde. Buddeus, Düsseldorf zwischen 1839 und 1846 (Digitalisierte Ausgabe).
  - Lieder eines Malers mit Randzeichnungen seiner Freunde. - Leipzig : Vogel, ca. 1852 (digitalisierte Ausgabe).
- Ihren Freunden empfehlen sich als Verlobte Adolf Schrödter und Allwiena Heuser. September 1839. Düsseldorf Gummersbach. Düsseldorf 1839 (digitalisierte Ausgabe).
- In:  Album deutscher Künstler in Originalradirungen. Buddeus, Düsseldorf 1841 (digitalisierte Ausgabe).
- In: Johann Karl Musäus, Julius Ludwig Klee (Hrsg.): Volksmährchen der Deutschen. Mit Holzschnitten nach Originalzeichnungen, Mayer und Wigand, Leipzig 1842 (digitalisierte Ausgabe).
- In: Deutsche Dichtungen mit Randzeichnungen deutscher Künstler. Zwei Bände, Buddeus, Düsseldorf 1843 (digitalisierte Ausgabe).
- In: Album deutscher Dichter. Mit 36 Original-Zeichnungen deutscher Künstler (A. v. Schroeter, J. B. Sonderland, Theod. Hosemann, A. Menzel, v. Kloeber, F. Holbein, Rosenfelder u. a.), Hofmann, Berlin 1848 (digitalisierte Ausgabe).
- Johann Hermann Detmold: Thaten und Meinungen des Herrn Piepmeyer, Abgeordneten zur constituierenden Nationalversammlung zu Frankfurt am Main. Jügel, Frankfurt am Main 1848–1849 (digitalisierte Ausgabe).
- Thaten und Meinungen des Herrn Piepmeyer. Hefte 1–6 und Buch: Zeichnungen Adolph Schroedter, Text Hermann Detmold. Carl Jügel, Frankfurt am Main 1849 (digitalisierte Ausgabe).
- In: Märchen und Sagen für Jung und Alt. Arnz, Voß, Düsseldorf 1857, Band 2 (digitalisierte Ausgabe).
- Till Eulenspiegels auserlesene Schwänke. Nach den ältesten Drucken hergestellt von Karl Simrock. Arnz, Düsseldorf 1857 (digitalisierte Ausgabe).
- Was ihr wollt, 1859 (digitalisierte Ausgabe).
- In: Friedrich Rückert’s Liebesfrühling. Sauerländer, Frankfurt am Main zwischen 1861 und 1874 (digitalisierte Ausgabe).
- Sechs Bilder zum Don Quixote. Erfunden und radirt von A. Schrödter. Meyer, Altona 1863 (digitalisierte Ausgabe).
- In: Ludwig Eichrodt: Deutsches Knabenbuch. Hundert Gestalten in Wort und Bild. Schauenburg, Lahr 1864 (digitalisierte Ausgabe).
- In: Friedrich Bodenstedt (Hrsg.): Album deutscher Kunst und Dichtung. Mit Holzschnitten nach Originalzeichnungen der Künstler, ausgeführt von R. Brend’amour. Grote, Berlin 1867 (digitalisierte Ausgabe).
- In: Frauen-Brevier für Haus und Welt. Eine Auswahl der besten Stellen aus namhaften Schriftstellern über Frauenleben und Frauenbildung. 7. Auflage, Amelang, Leipzig 1893 (digitalisierte Ausgabe):